# تیا مائوری
تیا مائوری (انگلیسی: Tia Mowry؛ زادهٔ ۶ ژوئیهٔ ۱۹۷۸) یک هنرپیشه اهل ایالات متحده آمریکا است. وی از سال ۱۹۹۰ میلادی تاکنون مشغول فعالیت بوده‌است.
او تا کنون ۴ مرتبه نامزدِ دریافت جایزه هنرمند جوان، ۴ مرتبه برندهٔ جایزه برگزیده کودکان نیکلودین، ۱ مرتبه نامزدِ دریافت جایزه برگزیده مردم و سه مرتبه نامزدِ دریافت جایزهٔ برگزیده نوجوانان بوده‌است.

## گزیدهٔ آثار

### تلویزیون
- ردپای آبی (۲۰۱۲–۲۰۱۱ و ۲۰۰۹–۲۰۰۶)
- تمام این‌ها (۱۹۹۶)

### سینما
- دختران داغ